# Auchan (áruházlánc)
Az Auchan (IPA: oʃɑ̃) egy francia nemzetközi kiskereskedelmi csoport és multinacionális vállalat, melynek központja Franciaországban, Croix-ban (Lille) van. Az Auchan jelenleg 287.000 munkavállalót foglalkoztat és 1774 áruházat üzemeltet a világ 12 országában.
Az Auchan jelen van Franciaországban, Olaszországban, Spanyolországban, Portugáliában, Luxemburgban, Lengyelországban, Magyarországon, Oroszországban, Romániában, Ukrajnában, Kínában és Tajvanon.

## Története
Az Auchan 1961-ben alakult Franciaországban. Alapítója és többségi tulajdonosa Gérard Mulliez, aki az észak-franciaországi Roubaix város Hauts Champs (Magasföld) elnevezésű kerületében nyitotta meg első üzletét: ennek alternatív francia leírásából származik az áruházlánc neve.

## A Cora Magyarország felvásárlása
Az Auchan 2011. december 28-án bejelentette, hogy megállapodást kötött a Louis Delhaize csoporttal, annak hét magyarországi Cora hipermarketének az Auchan számára történő értékesítéséről. A terjeszkedés a Gazdasági Versenyhivatal jóváhagyásához volt kötve.
A vállalat felvásárlását az Európai Bizottság 2012. április 18-án hagyta jóvá.

## Auchan a világban

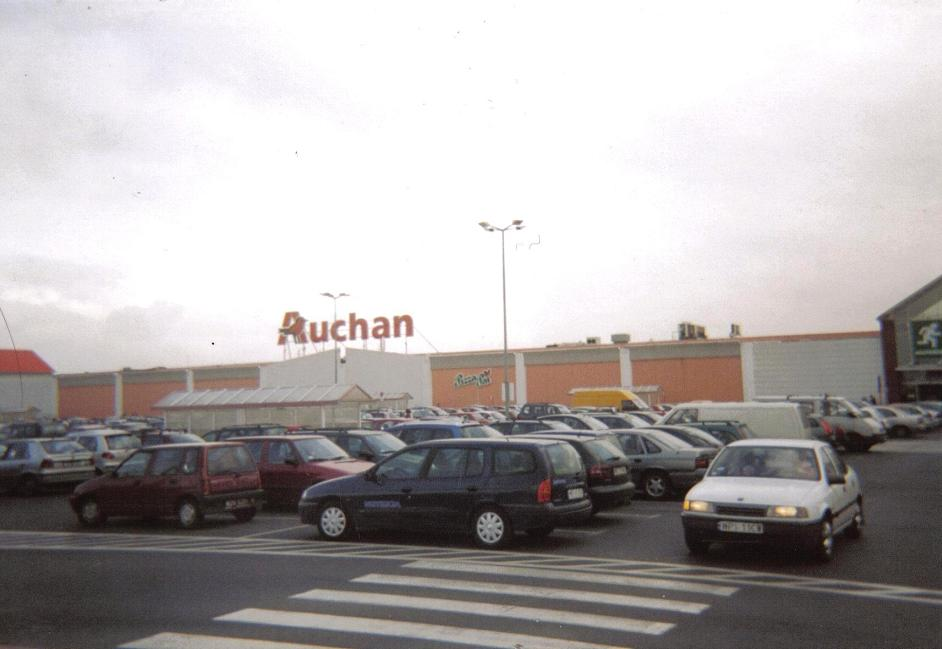
Auchan Mysiadłóban, Lengyelországban

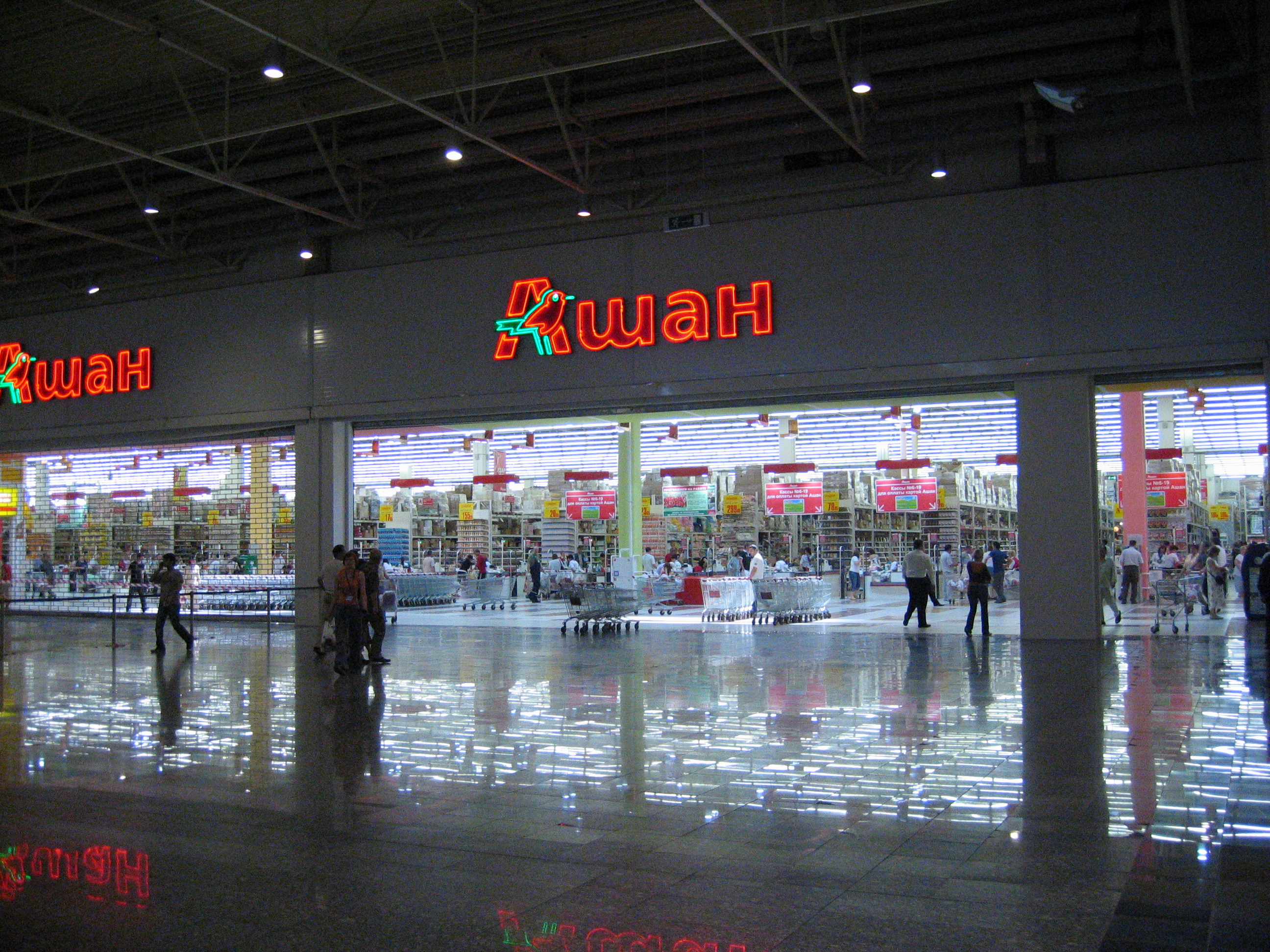
Auchan Moszkvában

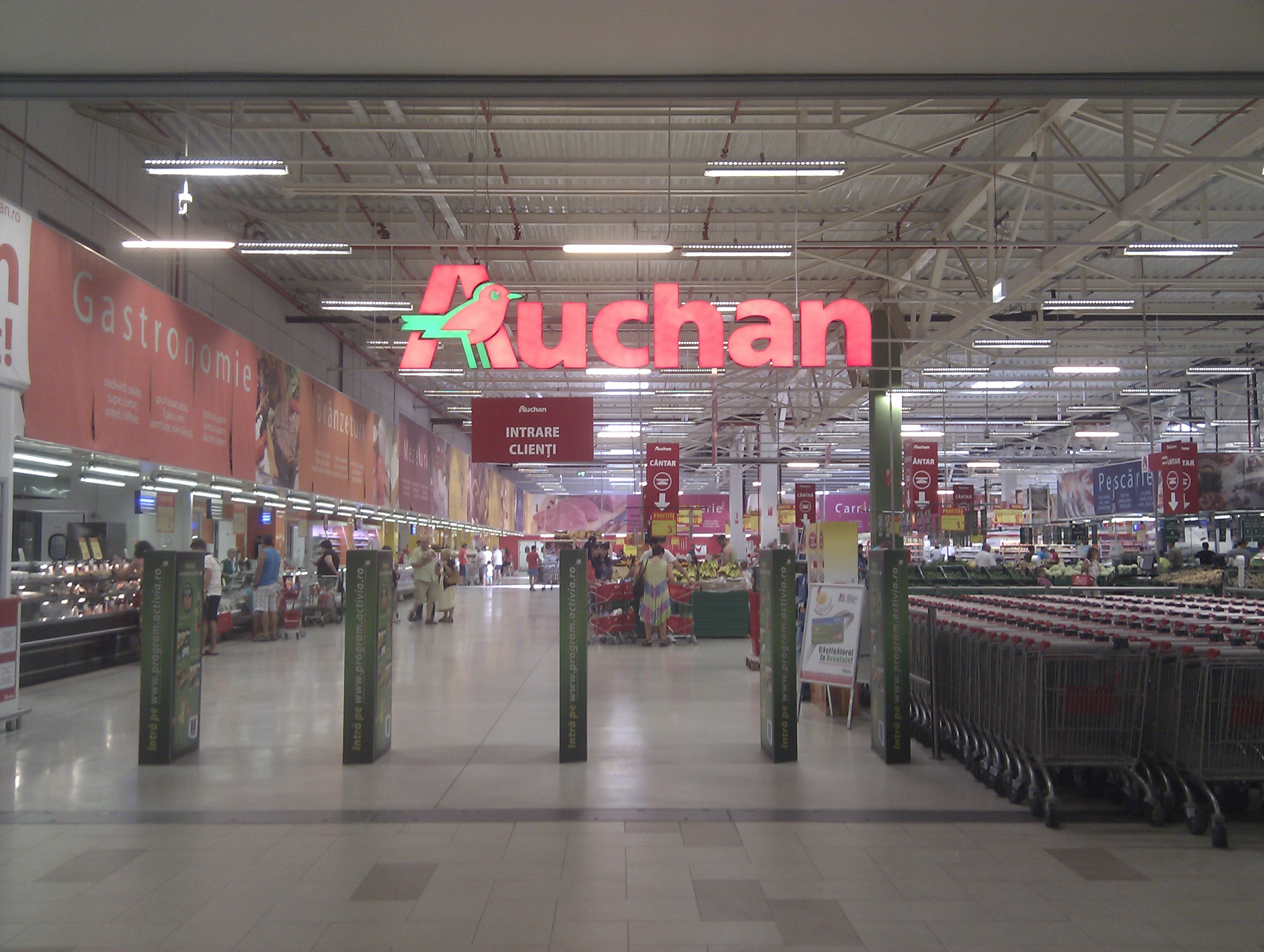
Auchan áruház Konstancában, Romániában

Az Auchan az alábbi 12 országban van jelen (2018.06.20-ai állapot):
| Ország        | Első áruház | Áruházak száma | Hipermarketek | Szupermarketek | E-kereskedelem | Munkavállalók |
| Franciaország | 1961        | 402            | 138           | 264            | Igen           | 71.300        |
| Spanyolország | 1981        | 178            | 55            | 123            | -              | 15.650        |
| Olaszország   | 1989        | 327            | 58            | 269            | -              | 18.300        |
| Portugália    | 1996        | 32             | 32            | -              | -              | 8.100         |
| Luxemburg     | 1996        | 1              | 1             | -              | Igen           | 650           |
| Lengyelország | 1996        | 77             | 46            | 31             | Igen           | 13.700        |
| Magyarország  | 1998        | 24             | 19            | 5              | Igen           | 7.100         |
| Kína          | 1999        | 279            | 279           | -              | -              | 115.300       |
| Tajvan        | 2001        | 22             | 22            | -              | -              | 4.500         |
| Oroszország   | 2002        | 172            | 75            | 97             | -              | 26.900        |
| Románia       | 2006        | 37             | 33            | 4              | -              | 11.500        |
| Ukrajna       | 2008        | 11             | 11            | -              | -              | 4.100         |

## Az Alcampo
Spanyolországban az elnevezése – francia analógiára – Alcampo (spanyolul: alto campo = magasföld), valószínűleg azért, mert az Auchant a spanyoloknak nehéz lenne kiejteni (a spanyolban nincs S hang).